# Декларация СССР об объявлении войны Японии (1945)

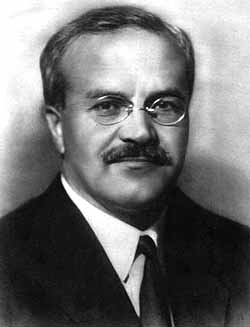
Нарком иностранных дел СССР Вячеслав Молотов

СССР объявил о нахождении в состоянии войны с Японией с 0:00 9 августа 1945 года по Московскому времени (в 06:00 9 августа в Японии), ровно через 3 месяца после капитуляции нацистской Германии 9 мая. Это произошло по результатам  сепаратных договорённостей, достигнутых в ходе Ялтинской и Потсдамской конференций 1945 года, на которых Советский Союз дал обязательство перед союзными державами по антигитлеровской коалиции вступить в войну против Японии в случае отклонения последней Потсдамской декларации.
Советское объявление войны Японии стало заключительным в истории Второй мировой войны (с точки зрения крупной воюющей стороны), сутки спустя после пересечения РККА советско-маньчжурской границы о состоянии войны аналогично заявила Монголия, став таким образом последним государством, объявившим войну кому-либо.

## Предшествующие обстоятельства

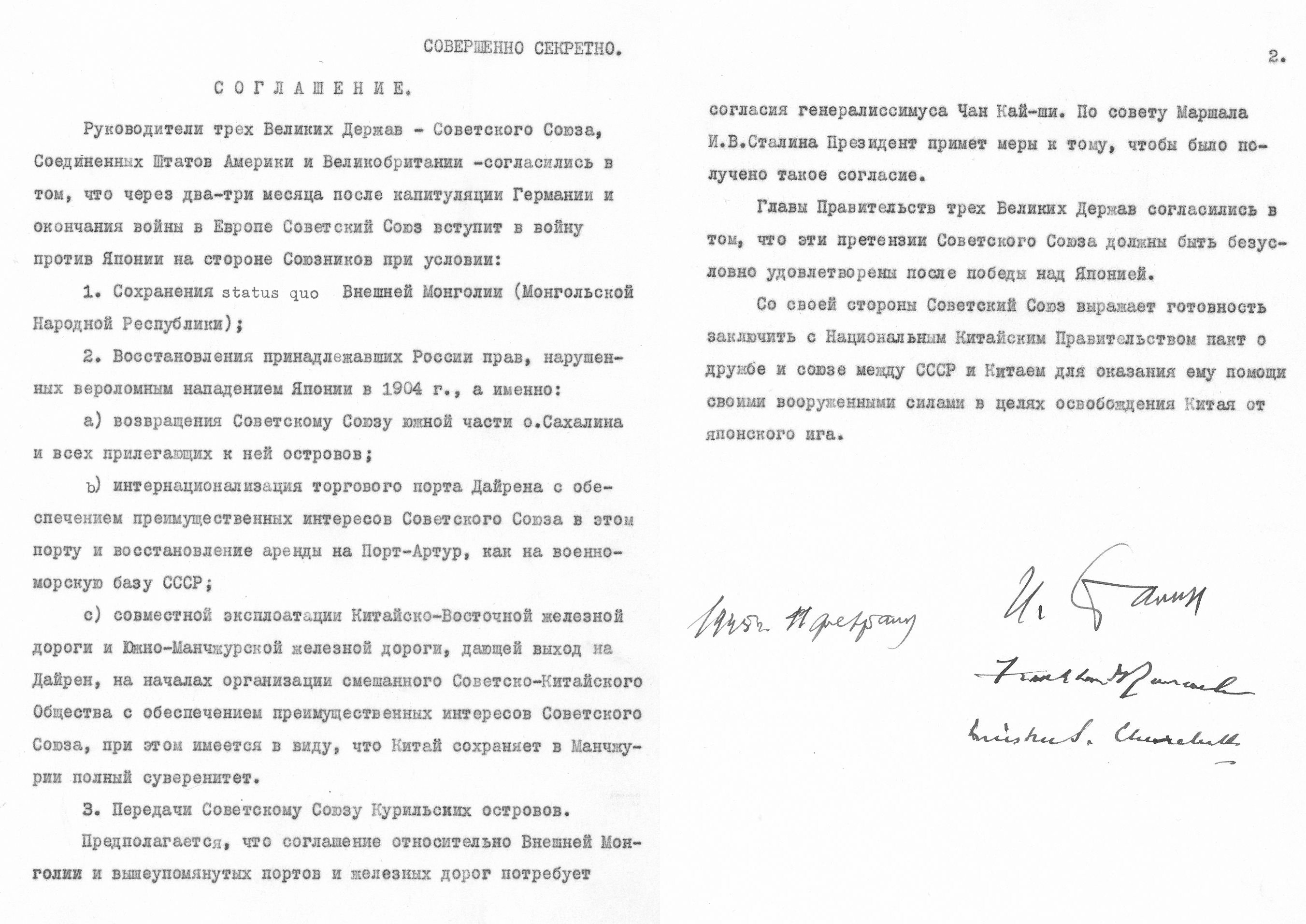
Соглашение о вступлении СССР в войну против Японии

Перспектива эскалации дальневосточного театра военных действий была принципиально определена отдельным соглашением, в котором СССР, в обмен на вступление в войну с Японией через 2-3 месяца после окончания войны в Европе, получал Южный Сахалин (аннексированный Японией по итогам русско-японской войны 1904—1905 годов) и Курильские острова. За Монголией признавался статус независимого государства. Советской стороне также были обещаны в аренду Порт-Артур и Китайско-Восточная железная дорога (КВЖД).
На Потсдамской конференции обсуждались вопросы предстоящей войны с Японией. Главам правительств США и Великобритании было крайне важно получить личное подтверждение от И. В. Сталина, что СССР вступит в войну с Японией, и они его получили: начальник Генерального штаба Красной Армии генерал армии А. И. Антонов уведомил конференцию, что советские войска сосредотачиваются на Дальнем Востоке, но открытие военных действий против Японии в Северо-Восточном Китае для выхода к Ляодунскому полуострову зависит от начавшихся накануне советско-китайских переговоров. Глава советского правительства также сообщил на конференции, что СССР, верный союзническим обязательствам, ответит отказом на новые предложения Японии о посредничестве. Г. Трумэн и У. Черчилль всячески пытались склонить Японию к капитуляции, чтобы устранить СССР от решения послевоенных вопросов, связанных с Японией, и 26 июля 1945 года опубликовали Потсдамскую декларацию США, Великобритании и Китая, призывавшую правительство Японии незамедлительно провозгласить безоговорочную капитуляцию на предъявленных условиях или быть  уничтоженной.
Японское правительство отклонило Потсдамскую декларацию-ультиматум трех стран США, Великобритании и Китая в результате чего 6 августа 1945 года была проведен взрыв атомной бомбы в Хиросиме и 9 августа в Нагасаки (самолет на Нагасаки вылетел с атомной бомбой с острова Тиниан в 2:47 утра по Токийскому времени, в Москве это 8:47 вечера 8 августа 1945г.).
Стремясь приблизить желанный мир на Дальнем Востоке, советское правительство присоединилось к декларации 8 августа ( 9 августа  в Японии).

## Текст заявления
В 16:30 часов 7 августа И. В. Сталин и начальник Генштаба А. И. Антонов подписали Директиву Ставки ВГК № 11122 главнокомандующему советскими войсками на Дальнем Востоке, приказывая трём фронтам (Забайкальскому, 1-му и 2-му Дальневосточным) начать 9 августа боевые действия против Японии. 8 августа, в 17:00 часов по московскому времени, народный комиссар иностранных дел СССР В. М. Молотов принял японского посла Наотакэ Сато, которому от имени Советского правительства сделал заявление о том, что СССР с 9 августа будет считать себя в состоянии войны с Японией. Об объявлении войны в Токио узнали в 4 часа 9 августа через перехваченную радиопередачу. Таким образом, война была объявлена ровно через 3 месяца после победы стран антигитлеровской коалиции в Европе.
ЗАЯВЛЕНИЕ СОВЕТСКОГО ПРАВИТЕЛЬСТВА ПРАВИТЕЛЬСТВУ ЯПОНИИ

После разгрома и капитуляции гитлеровской Германии Япония оказалась единственной великой державой, которая все ещё стоит за продолжение войны.

Требование трех держав — Соединенных Штатов Америки, Великобритании и Китая — от 26 июля сего года о безоговорочной капитуляции японских вооруженных сил было отклонено Японией. Тем самым предложение Японского Правительства Советскому Союзу о посредничестве в войне на Дальнем Востоке теряет всякую почву.

Учитывая отказ Японии капитулировать, союзники обратились к Советскому Правительству с предложением включиться в войну против японской агрессии и тем сократить сроки окончания войны, сократить количество жертв и содействовать скорейшему восстановлению всеобщего мира.

Верное своему союзническому долгу, Советское Правительство приняло предложение союзников и присоединилось к Заявлению союзных держав от 26 июля сего года.

Советское Правительство считает, что такая его политика является единственным средством, способным приблизить наступление мира, освободить народы от дальнейших жертв и страданий и дать возможность японскому народу избавиться от тех опасностей и разрушений, которые были пережиты Германией после её отказа от безоговорочной капитуляции.

Ввиду изложенного Советское Правительство заявляет, что с завтрашнего дня, то есть с 9-го августа, Советский Союз будет считать себя в состоянии войны с Японией.

8 августа 1945 года.
Опираясь на Протокол о взаимопомощи между Монгольской Народной Республикой (МНР) и Советским Союзом от 12 марта 1936 года, 10 августа Президиум Малого Хурала и Совет Министров МНР на объединённом заседании также объявили войну Японии. В тот же день по радио выступил глава монгольского правительства Х. Чойбалсан, сообщив населению об объявлении войны и о причинах к этому.